# Mariano Padilla i Ramos
Mariano Padilla i Ramos (Múrcia, 31 de maig de 1836 - París, França, 23 de novembre de 1906) fou un baríton espanyol.
Fou deixeble de Mabellini a Florència, i recollí grans èxits en diferents teatres europeus amb la seva bella veu de baríton.
El 1869 va contraure matrimoni amb Désirée Artôt (nom de naixença Margarita Montagney), instal·lant-se el 1884 ambdós conjugues a Berlín, i el 1889 traslladaren la seva residència a París. Padilla i Ramos morí en una casa de salut. Del seu matrimoni quedà una filla, Lola Artôt de Padilla, que també es dedicà a l'òpera, i el 1909 fou contractada per l'Òpera Reial de Berlín.